# 八幡山駅
八幡山駅（はちまんやまえき）は、東京都杉並区上高井戸一丁目にある、京王電鉄京王線の駅である。京王東管区所属、駅番号はKO10。杉並区最南端の駅である。
なお、八幡山は世田谷区の町名である（当駅は杉並区と世田谷区の区境付近にあり、構内の一部は世田谷区に跨がっている）。

## 歴史

### 年表
- 1918年（大正7年）5月1日：京王電気軌道（現・京王電鉄）の松沢駅（まつざわえき）として開設[1]（現在の位置よりも、やや新宿側に存在していた[2]）。
- 1937年（昭和12年）9月1日：八幡山駅（はちまんやまえき）へ改称[1]。
- 1944年（昭和19年）5月31日：東京急行電鉄（大東急、現・東急電鉄）が京王電気軌道を吸収合併、同社京王線の駅となる。
- 1948年（昭和23年）6月1日：東急から京王帝都電鉄が分離、同社の駅となる。
- 1968年（昭和43年）7月：環状八号線道路新設に伴い、当駅付近高架化工事に着手[3]。施工延長は1,080 m、費用は22億円[3]。
- 1970年（昭和45年）7月10日：高架駅化[1]。
- 2001年（平成13年）3月27日：ダイヤ改正に伴い、快速停車駅となる[4]。
- 2005年（平成17年）8月4日：高架下の商業施設「京王リトナード八幡山」オープン。新宿方の15店舗が先行開業。
- 2006年（平成18年）
  - 2月 - 3月頃：エレベーター（改札 - ホーム間）使用開始。同時にトイレ移設。
  - 10月19日：京王リトナード八幡山グランドオープン。京王ストアなど新たに15店舗開業。

### 駅名の由来
現駅名である「八幡山」は、駅東南側にある八幡宮（八幡宮がある山）に由来する。

## 駅構造
島式ホーム1面2線と外側に通過線（本線）2線を有する高架駅である。
元々は地平駅で、1950年代には2600系・2700系3両編成が充当された各停が通過する程ホームが小さかった。当駅の高架化工事は、笹塚 - 調布間複々線化工事で環状八号線横断問題などもあり早めに着工され、当初は相対式ホーム2面2線構造で高架化された。その後島式・相対式で中線を有する2面3線構造となり、中線は朝ラッシュ時は上り線待避、日中以降は下り線待避として使用されていたが、1987年頃に下り本線南側に通過線が新設され、上り本線上の相対式ホームが使用停止され通過線となり、現在の1面4線構造となった。相対式ホームは使用停止後も長らく残されていたが2001年（平成13年）8月頃に撤去された。
また、芦花公園駅寄りに10両編成対応引上線が2線あり、同駅での折返しや非常時の他、車両夜間滞泊に使用されていたが、連続立体交差事業に伴う高架線建設用地への転用のため、2022年（令和4年）3月ダイヤ改正限りで廃止された。
ホームと改札口間にエレベーター1基とエスカレータ上下各1基が設置されている。トイレは1F改札口内にある。以前はかなり奥まった場所にあったが、駅改良工事進捗に伴い2006年（平成18年）3月頃に芦花公園駅方階段左隣に移転した。ユニバーサルデザインの一環としてオストメイト対応設備を備えた「だれでもトイレ」を併設している。
高架下は2005年（平成17年）まで「京王クラウン街八幡山」と称する商業施設であったが、2005年（平成17年） - 2006年（平成18年）にかけて「京王リトナード八幡山」に改装されており、京王ストアなど30店舗が入居している。
東隣の上北沢駅とは600m、西隣の芦花公園駅とは700mしか離れておらず、上北沢駅に至ってはホームが見えるほどである。

### のりば
| 番線 | 路線   | 方向 | 行先                                 |
| ---- | ------ | ---- | ------------------------------------ |
| 1    | 京王線 | 下り | 調布・橋本・京王八王子・高尾山口方面 |
| 2    | 京王線 | 上り | 明大前・笹塚・新宿・ 都営新宿線方面  |

- 1番線と2番線外側にある通過線は主本線となっており、停車列車が使用する1・2番線は副本線である。
- 1番線外側にある下り主本線は京王唯一の0番線である。上り主本線は3番線。
- 2022年（令和4年）まで平日に当駅止まりと当駅始発列車がそれぞれ各1本設定されていた。
- 各停・快速共に、上下線での待避が頻繁に行われている。

| 運転番線 | 営業番線 | ホーム     | 新宿方面着発 | 京王八王子・高尾山口・橋本方面着発 | 備考       |
| -------- | -------- | ---------- | ------------ | ---------------------------------- | ---------- |
| 0        |          | ホームなし | 到着可       | 出発可                             | 下り主本線 |
| 1        | 1        | 10両分     | 到着可       | 出発可                             | 下り副本線 |
| 2        | 2        | 10両分     | 出発可       | 到着・出発可                       | 上り副本線 |
| 3        |          | ホームなし | 出発可       | 到着可                             | 上り主本線 |

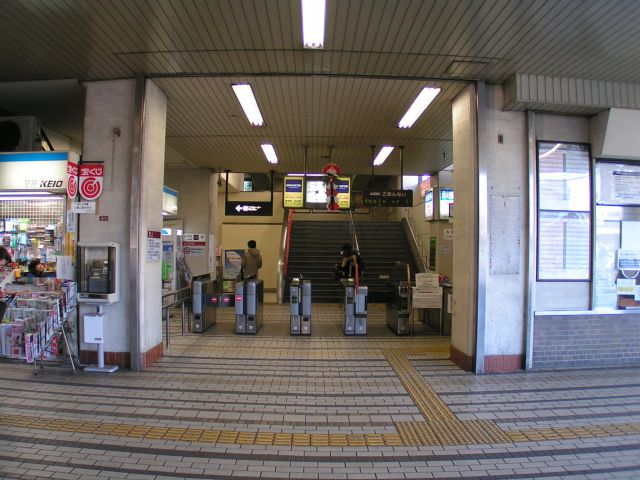
改札（改装前、2005年1月）
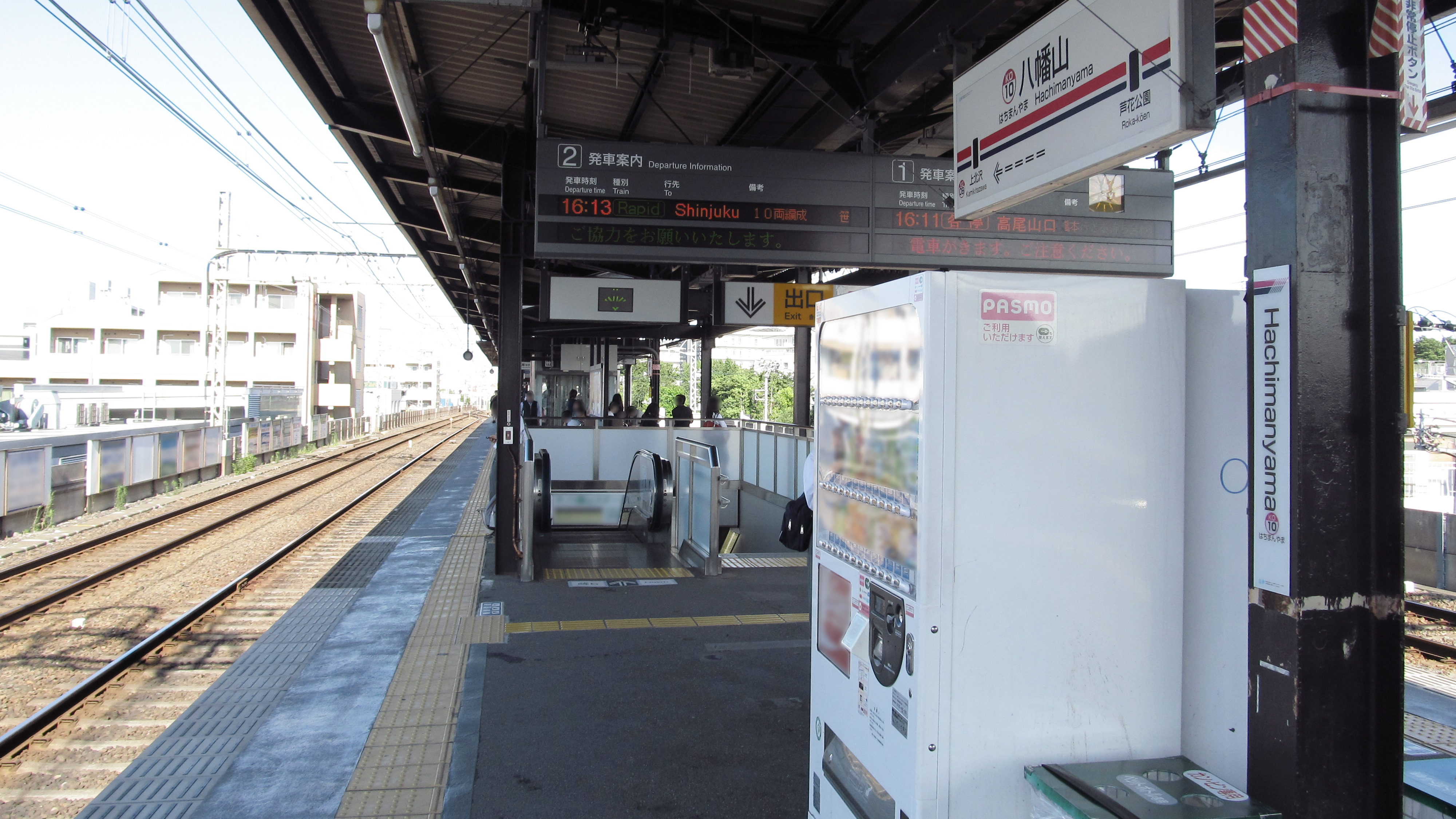
ホーム（2013年6月）
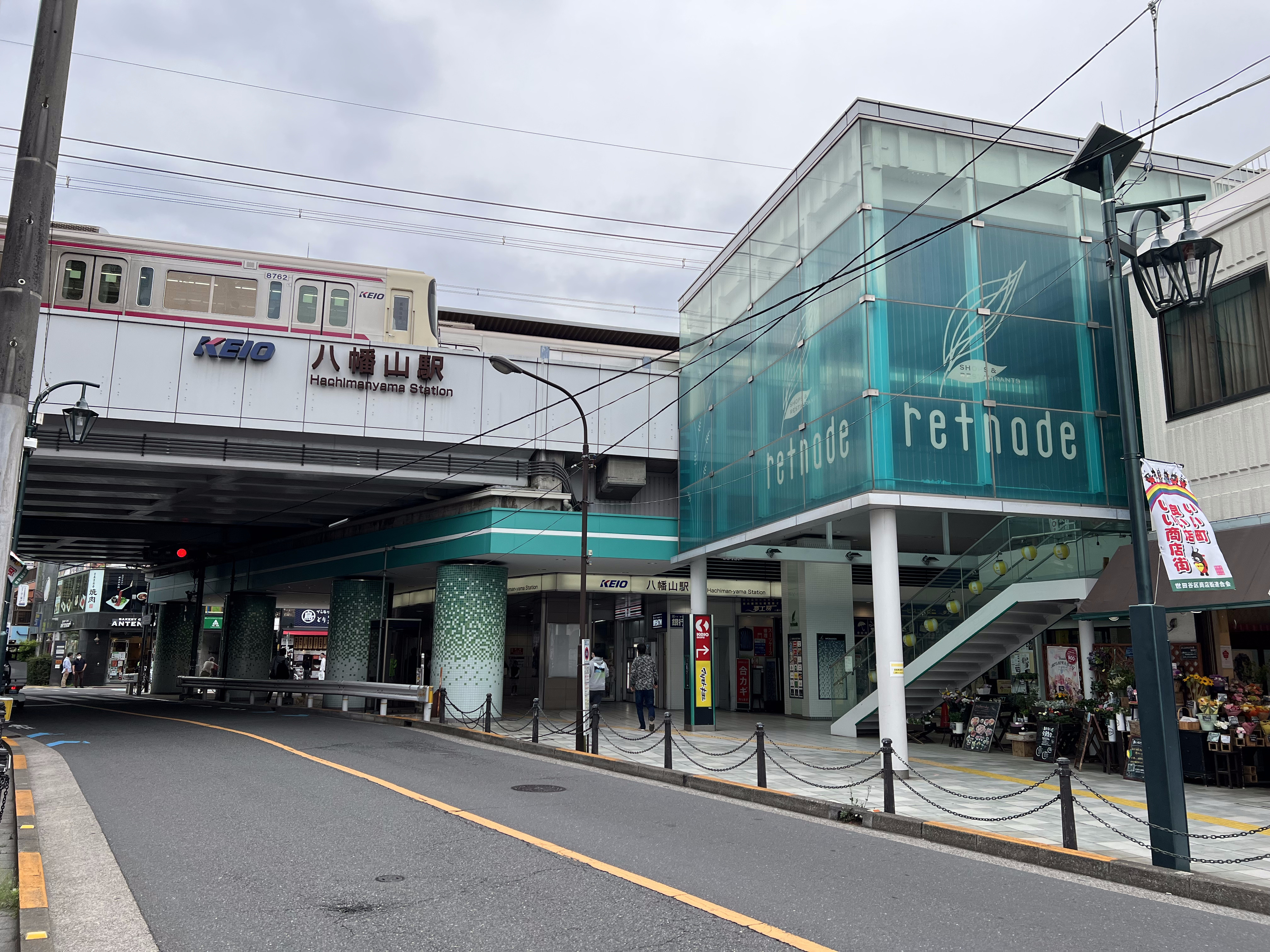
駅舎北側（2025年4月）

## 利用状況
2024年度（令和6年度）の1日平均乗降人員は37,716人である。区間急行通過駅では最も多く、急行・区間急行停車駅の桜上水駅よりも多い。
近年の1日平均乗降・乗車人員の推移は以下の通り。
| 年度               | 1日平均 乗降人員 | 1日平均 乗車人員 | 出典              |
| ------------------ | ---------------- | ---------------- | ----------------- |
| 1955年（昭和30年） | 4,185            |                  |                   |
| 1956年（昭和31年） |                  | 2,693            | [ 東京都統計 1 ]  |
| 1957年（昭和32年） |                  | 3,158            | [ 東京都統計 2 ]  |
| 1958年（昭和33年） |                  | 3,458            | [ 東京都統計 3 ]  |
| 1959年（昭和34年） |                  | 3,826            | [ 東京都統計 4 ]  |
| 1960年（昭和35年） | 8,499            | 4,335            | [ 東京都統計 5 ]  |
| 1961年（昭和36年） | 9,704            | 4,916            | [ 東京都統計 6 ]  |
| 1962年（昭和37年） | 10,941           | 5,588            | [ 東京都統計 7 ]  |
| 1963年（昭和38年） | 13,711           | 7,031            | [ 東京都統計 8 ]  |
| 1964年（昭和39年） | 14,499           | 7,405            | [ 東京都統計 9 ]  |
| 1965年（昭和40年） | 14,998           | 7,637            | [ 東京都統計 10 ] |
| 1966年（昭和41年） | 15,170           | 7,602            | [ 東京都統計 11 ] |
| 1967年（昭和42年） | 15,537           | 7,983            | [ 東京都統計 12 ] |
| 1968年（昭和43年） | 15,892           | 7,931            | [ 東京都統計 13 ] |
| 1969年（昭和44年） | 16,430           | 8,209            | [ 東京都統計 14 ] |
| 1970年（昭和45年） | 16,741           | 8,342            | [ 東京都統計 15 ] |
| 1971年（昭和46年） |                  | 8,751            | [ 東京都統計 16 ] |
| 1972年（昭和47年） | 18,358           | 9,298            | [ 東京都統計 17 ] |
| 1973年（昭和48年） | 18,819           | 9,651            | [ 東京都統計 18 ] |
| 1974年（昭和49年） | 19,600           | 9,638            | [ 東京都統計 19 ] |
| 1975年（昭和50年） | 18,790           | 9,344            | [ 東京都統計 20 ] |
| 1976年（昭和51年） | 18,781           | 9,252            | [ 東京都統計 21 ] |
| 1977年（昭和52年） | 18,816           | 9,258            | [ 東京都統計 22 ] |
| 1978年（昭和53年） | 18,556           | 9,151            | [ 東京都統計 23 ] |
| 1979年（昭和54年） | 18,151           | 9,246            | [ 東京都統計 24 ] |
| 1980年（昭和55年） | 18,307           | 9,222            | [ 東京都統計 25 ] |
| 1981年（昭和56年） | 19,090           | 9,619            | [ 東京都統計 26 ] |
| 1982年（昭和57年） | 19,325           | 9,737            | [ 東京都統計 27 ] |
| 1983年（昭和58年） | 20,136           | 10,134           | [ 東京都統計 28 ] |
| 1984年（昭和59年） | 23,318           | 11,611           | [ 東京都統計 29 ] |
| 1985年（昭和60年） | 24,885           | 12,392           | [ 東京都統計 30 ] |
| 1986年（昭和61年） | 26,112           | 13,008           | [ 東京都統計 31 ] |
| 1987年（昭和62年） | 27,602           | 13,697           | [ 東京都統計 32 ] |
| 1988年（昭和63年） | 28,304           | 14,205           | [ 東京都統計 33 ] |
| 1989年（平成元年） | 28,403           | 14,271           | [ 東京都統計 34 ] |
| 1990年（平成02年） | 29,314           | 14,685           | [ 東京都統計 35 ] |
| 1991年（平成03年） | 30,438           | 15,333           | [ 東京都統計 36 ] |
| 1992年（平成04年） | 30,448           | 15,296           | [ 東京都統計 37 ] |
| 1993年（平成05年） | 30,782           | 15,518           | [ 東京都統計 38 ] |
| 1994年（平成06年） | 30,566           | 15,441           | [ 東京都統計 39 ] |
| 1995年（平成07年） | 30,624           | 15,464           | [ 東京都統計 40 ] |
| 1996年（平成08年） | 30,817           | 15,611           | [ 東京都統計 41 ] |
| 1997年（平成09年） | 30,733           | 15,592           | [ 東京都統計 42 ] |
| 1998年（平成10年） | 31,396           | 16,003           | [ 東京都統計 43 ] |
| 1999年（平成11年） | 31,389           | 15,959           | [ 東京都統計 44 ] |
| 2000年（平成12年） | 31,595           | 16,068           | [ 東京都統計 45 ] |
| 2001年（平成13年） | 32,719           | 16,824           | [ 東京都統計 46 ] |
| 2002年（平成14年） | 34,126           | 17,594           | [ 東京都統計 47 ] |
| 2003年（平成15年） | 35,492           | 18,296           | [ 東京都統計 48 ] |
| 2004年（平成16年） | 35,639           | 18,329           | [ 東京都統計 49 ] |
| 2005年（平成17年） | 36,611           | 18,709           | [ 東京都統計 50 ] |
| 2006年（平成18年） | 38,082           | 19,389           | [ 東京都統計 51 ] |
| 2007年（平成19年） | 39,594           | 20,104           | [ 東京都統計 52 ] |
| 2008年（平成20年） | 39,784           | 20,135           | [ 東京都統計 53 ] |
| 2009年（平成21年） | 39,614           | 20,030           | [ 東京都統計 54 ] |
| 2010年（平成22年） | 40,583           | 20,097           | [ 東京都統計 55 ] |
| 2011年（平成23年） | 39,321           | 19,866           | [ 東京都統計 56 ] |
| 2012年（平成24年） | 39,627           | 19,827           | [ 東京都統計 57 ] |
| 2013年（平成25年） | 40,664           | 20,342           | [ 東京都統計 58 ] |
| 2014年（平成26年） | 40,711           | 20,332           | [ 東京都統計 59 ] |
| 2015年（平成27年） | 42,108           | 20,975           | [ 東京都統計 60 ] |
| 2016年（平成28年） | 42,570           | 21,238           | [ 東京都統計 61 ] |
| 2017年（平成29年） | 43,260           | 21,570           | [ 東京都統計 62 ] |
| 2018年（平成30年） | 43,959           | 21,912           | [ 東京都統計 63 ] |
| 2019年（令和元年） | 43,346           | 21,568           | [ 東京都統計 64 ] |
| 2020年（令和02年） | 31,425           | 15,649           | [ 東京都統計 65 ] |
| 2021年（令和03年） | 32,793           |                  |                   |
| 2022年（令和04年） | 34,899           |                  |                   |
| 2023年（令和05年） | 36,715           |                  |                   |
| 2024年（令和06年） | 37,716           |                  |                   |

## 駅周辺
周辺は住宅地である。
- 明治大学 八幡山グラウンド
- 日本大学 八幡山総合体育館・寮
- 八幡山駅前郵便局
- 東京都立松沢病院
- 東京都立中部総合精神保健福祉センター
- 世田谷区役所 上北沢まちづくりセンター
- 大宅壮一文庫
- ヤマダデンキテックランド 東京本店
- ドン・キホーテ 環八世田谷店
- 環八通り（東京都道311号環状八号線）
- 国道20号（甲州街道）
- 京王ストア 八幡山店
- オオゼキ 八幡山店
- 大東学園高等学校：環八通り沿い。

### バス路線
- 京王バス「八幡山駅」停留所
  - 八01 希望ヶ丘団地循環 八幡山駅行
  - 経02 経堂駅行　※小田急ハイウェイバスと共同運行
  - 烏51 千歳烏山駅行 ※土曜1本のみ
- 関東バス「甲州街道」停留所
  - 荻54、荻58 荻窪駅南口行、(入庫)五日市街道営業所行
- 関東バス「上高井戸一丁目」停留所
  - 荻54 芦花公園駅行、荻58 北野行、（出庫） 久我山病院行

## 隣の駅
京王電鉄
 京王線
■特急・■急行・■区間急行
通過
■快速
桜上水駅 (KO08) - 八幡山駅 (KO10) - 千歳烏山駅 (KO12)
■各駅停車
上北沢駅 (KO09) - 八幡山駅 (KO10) - 芦花公園駅 (KO11)